# Universidad de Ingolstadt

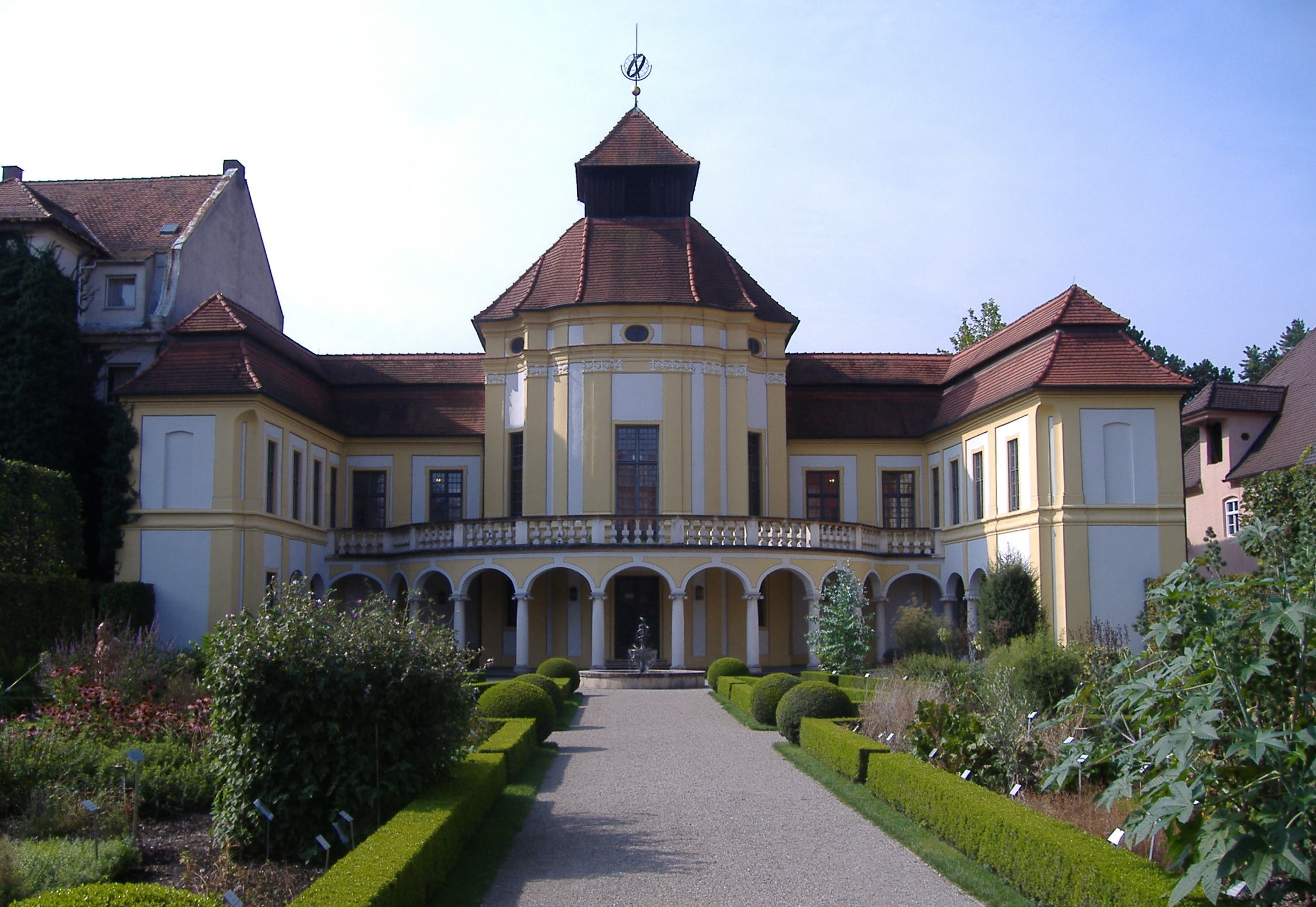
Alte Anatomie de la Facultad de Medicina, Universidad de Ingolstadt

La Universidad de Ingolstadt fue fundada en 1472 por Luis IX de Baviera, duque de Baviera en el momento, y su primer canciller fue el obispo de Eichstätt. Comprendía cinco facultades: Humanidades, Ciencias, Teología, Derecho y Medicina, todas las cuales figuraban en el Hoheschule ('high school'). La Universidad de Viena fue el modelo de la universidad, y su principal objetivo era la propagación de la fe cristiana. La universidad cerró sus puertas en mayo de 1800, por orden del príncipe elector Maximiliano IV (más tarde Maximiliano I, rey de Baviera).

## Antes de la Reforma
En las primeras décadas, la universidad creció rápidamente y era accesible no solo para los filósofos de la realeza y las escuelas nominalistas, sino también para los estudiantes pobres que deseaban estudiar las artes liberales. Entre sus más famosos instructores a fines del siglo XV se cuentan el poeta Conrad Celtes, el erudito Johannes Reuchlin en cuestiones hebreas y el historiador bávaro Johannes Thurmair (también conocido como "Johannes Aventinus").

## La Reforma y sus consecuencias
El movimiento luterano se afirmó rápidamente en Ingolstadt, pero fue expulsado al poco tiempo por una de las principales figuras de la Contrarreforma: Johann Eck, quien hizo de la universidad un bastión tradicional de la fe católica en el sur de Alemania. Bajo Eck, muchos jesuitas fueron nombrados para puestos clave en la escuela y la universidad, a lo largo de la mayor parte del siglo XVII, que poco a poco pasó al control de la orden jesuita. Connotados estudiosos de este período incluyen el teólogo Gregorio de Valencia, el astrónomo Christopher Scheiner (inventor del Helioscopio), Johann Baptist Cysat y el poeta Jacob Balde. El emperador del Sacro Imperio Romano Germánico Fernando II recibió su educación en la universidad.

## El fin de la universidad
Hacia 1700 tuvo lugar la Ilustración, un movimiento que se oponía a la Iglesia en las universidades públicas, de las que Ingolstadt era un buen ejemplo. Los jesuitas abandonaron gradualmente la universidad, ya que trató de cambiar con los tiempos, hasta que la universidad finalmente llegó a ser tan secular que la mayor influencia en Ingolstadt la ejercía Adam Weishaupt, fundador de la sociedad secreta de los Illuminati. El 25 de noviembre de 1799, el elector Maximiliano IV anunció que la universidad había agotado sus fondos económicos y se había convertido en un peso demasiado grande para él, por lo que la universidad se mudó a Landshut como consecuencia de ello. La universidad terminó el año escolar y abandonó Ingolstadt en mayo de 1800, así finalizó la escuela que, en su apogeo, había sido una de los más influyentes y poderosos institutos de enseñanza superior en Europa.

## Varios
Víctor Frankenstein, de la novela de Mary Shelley Frankenstein, era un estudiante de ficción en la Universidad de Ingolstadt. Posteriormente sería llevada al cine mediante una película.